# Дехань
Дехань (біл. вёска Дзэхань) — село в складі Смолевицького району Мінської області, Білорусь. Село підпорядковане Драчківській сільській раді, розташоване в центральній частині області.